# Ваксенс
Ваксенс (нід. Waaksens) — село в нідерландській провінції Фрисландія. Входить до муніципалітету Південно-Західна Фрисландія.
Його площа становить 2,67км², а населення станом на 2021 рік складало 90 осіб.
Перша згадка про населений пункт датується 13-им сторіччям.